# Antonio Saborit
Antonio Saborit García Peña (Torreón, 1957) es un historiador, ensayista, traductor y editor mexicano. Se ha desarrollado como investigador adscrito al Instituto Nacional de Antropología e Historia y ocupa el cargo de Director del Museo Nacional de Antropología.

## Biografía
Cursó la Licenciatura en Letras Modernas (Inglesas) en la Facultad de Filosofía y Letras y estudió realización cinematográfica en el Centro Universitario de Estudios Cinematográficos ambos pertenecientes a la Universidad Nacional Autónoma de México entre 1976 y 1980. En 1980 ingresó al Seminario de Historia de la Cultura Nacional de la Dirección de Estudios Históricos del Instituto Nacional de Antropología e Historia, donde desarrolló su interés en las comunidades letradas y la cultura impresa en la historia moderna de México, y coordinó este seminario entre 1981-1989. Fue titular de la misma Dirección de Estudios Históricos entre mayo de 1989 y julio de 1995. Entre 1992 y 1993 realizó sus estudios de Maestría en Historia de México en la misma Facultad de Filosofía y Letras y en 2011 obtuvo el doctorado en Historia y Etnohistoria en la Escuela Nacional de Antropología e Historia.
De forma simultánea, se desarrolló como editor y traductor en diversas publicaciones periódicas, desde suplementos culturales hasta revistas especializadas. Fue miembro del Consejo de Redacción de La Cultura en México, suplemento de Siempre! (1979-1986), del Consejo de Redacción de la historias, revista de la Dirección de Estudios Históricos (1985-1989) y del Consejo de Redacción de Biblioteca de México, revista de la Biblioteca de México (1994-2001). Fue columnista de Lecturas. Revista de Libros, suplemento del diario El Nacional, de mayo de 1989 a mayo de 1992, y de El Ángel, suplemento cultural del diario Reforma, de noviembre de 1993 a febrero de 2013. 
Dirigió la colección Ronda de Clásicos Mexicanos, Planeta / Consejo Nacional para la Cultura y las Artes, abril de 2001 – julio de 2003, y de la colección Grandes Novelas de la Historia Mexicana, Planeta / Consejo Nacional para la Cultura y las Artes, de agosto de 2003 a julio de 2004.
De 2005 a 2006 fue miembro del Consejo Académico del Museo Nacional de Arte. De julio de 2005 a febrero de 2013 fue miembro del Consejo Técnico Consultivo del Instituto Nacional de Estudios Históricos de las Revoluciones de México. Desde 2006 es parte del Consejo Editorial de la colección Pequeños Grandes Ensayos, UNAM, y es parte de la Mesa Directiva del proyecto Recovering the U. S. Hispanic Literary Heritage a partir de 1995.
En enero de 2013 fue nombrado director del Museo Nacional de Antropología.

## Traducciones
Bernard Malamud, “Una lectura de verano”, en Luis Miguel Aguilar, editor, Cuentos y relatos norteamericanos del siglo XX. Una antología general (SEP / UNAM 1982)
David Brading, “Peregrinus anglicanus”, en Enrique Florescano y Ricardo Pérez Monfort, compiladores, Historiadores mexicanos del siglo XX (FCE, 1995)
Robert Gittings, La naturaleza de la biografía (INAH, 1997)
John Womack, Jr., prólogo al libro de Bernardo García Díaz, Un pueblo fabril del porfiriato: Santa Rosa, Veracruz (1997)
Peter L. Mathews, La escultura de Yaxchilán (INAH, 1997)
Stephen Crane, Cuentos mexicanos (FCE, 1997)
Marius de Zayas, Un nuevo punto de vista en la evolución del arte moderno (BFE, 1997)
Masha Zakheim, Diego Rivera en San Francisco (CNCA, 1998)
Dimitri Petrovich Sviatopolk-Mirski, Algunas observaciones sobre Tolstoi y otros ensayos (En colaboración con Rina Ortiz Peralta, BFE, 1998)
Nicola Chiaromonte, La paradoja de la historia. Stendhal, Tolstoi, Pasternak y otros (INAH, 1999)
Nedzad Ibrisimovic, El libro de Adem Kahriman, el bosnio (BFE, 2000) 
David A. Brading, Octavio Paz y la poética de la historia mexicana (FCE, 2002)
Henrietta Yurchenco, La vuelta al mundo en 80 años. Memorias (INI, 2003) 
Randall Watson, Las delaciones del sueño (UV, 2003)
Robert Darnton, El coloquio de los lectores. Ensayos sobre autores, manuscritos, editores y lectores (FCE, 2003)
Clara Lomas, “La búsqueda de una autobiografía: Hacia la cartografía de la historia intelectual de las mujeres de la frontera”, prefacio a Leonor Villegas de Magnón, La Rebelde, (INAH / Recovering U.S. Hispanic Literary Heritage, 2004)
Immanuel Wallerstein, La decadencia del poder estadounidense, (ERA, 2005)
Marius de Zayas, Cómo, cuándo y por qué el arte moderno llegó a Nueva York (DGE El Equilibrista / UNAM, 2005)
Thomas Carlyle, Biografía (UNAM, 2006)
Edward Dahlberg, Vivirán estos huesos (En colaboración con Diana Luz Sánchez, UV, 2007)
Robert Darnton, Los best-sellers prohibidos en Francia antes de la revolución (FCE, 2008) 
Robert Darnton, El beso de Lamourette. Reflexiones en historia cultural (FCE, 2010)
Carlo de Fornaro, Díaz, zar de México (Random House / INAH, 2010)
Charles A. Hale, Emilio Rabasa y la supervivencia del liberalismo mexicano (FCE, 2011)
Robert Darnton, Poesía y policía. Las redes de comunicación en el París del siglo xviii (Cal y Arena, 2011)
Jane Ellen Harrison, Arte y ritual antiguos (MNA, 2013)
Roger Fry, La historia del arte como estudio académico (UNAM, 2013)
Jane Ellen Harrison, Recuerdos de la vida de una estudiosa (UNAM, 2016)

## Ediciones y antologías
Renato Leduc, Cuando éramos menos (Cal y Arena, 1989)
Luis González y González, Todo es historia (Cal y Arena, 1989)
Tina Modotti, Una mujer sin país. Las cartas de Tina Modotti a Edward Weston y otros papeles personales (Cal y Arena, 1991, 2000) 
Heriberto Frías, Crónicas desde la cárcel (BFE, 1995)
Dimitri Petrovich Sviatopolk-Mirski, Algunas observaciones sobre Tolstoi y otros ensayos (1998)
Robert Darnton, El coloquio de los lectores. Ensayos sobre
autores, manuscritos, editores y lectores (FCE, 2003)
Pedro Castera (2004)
Elena Poniatowska, Miguel Covarrubias. Vida y mundos (ERA, 2004)
José Juan Tablada (2008)
Marius de Zayas, Crónicas y ensayos. Nueva York y París, 1909-1911 (DGE El Equilibrista / UNAM, 2008)
Carlo de Fornaro, Díaz, zar de México (Random House / INAH, 2010)
Febrero de caín y de metralla. La Decena Trágica. Una antología (Cal y Arena, 2013) 
Luis González y González en su taller de historiador (Colmex, 2013)
Santiago Felipe Puglia, El desengaño del hombre (FCE, 2014)
El Universal Ilustrado. Antología (En colaboración con Horacio Acosta Rojas y Viveka González Duncan, 2017)

## Estudios introductorios y monografías
Marius de Zayas, Un nuevo punto de vista en la evolución del arte moderno (BFE, 1997)
Tina Modotti, Una mujer sin país. Las cartas de Tina Modotti a Edward Weston y otros papeles personales (Cal y Arena, 1991, 2000) 
El Mundo Ilustrado de Rafael Reyes Spíndola (CARSO, 2003)
Pedro Castera (2004)
El diario de las cigarras. Izaguirre, Martínez Carrión y Villasana dibujan del natural (CARSO, 2004)
Luis Cardoza y Aragón, Orozco (FCE, 2005)
Marius de Zayas, Cómo, cuándo y por qué el arte moderno llegó a Nueva York (DGE El Equilibrista, UNAM, 2005)
Edward Dahlberg, Vivirán estos huesos (UV, 2007)
Octavio Paz, Crónica trunca de días excepcionales (UNAM, 2007)
Marius de Zayas, Crónicas y ensayos. Nueva York y París, 1909-1911 (DGE El Equilibrista / UNAM, 2008)
José Juan Tablada (Cal y Arena, 2008)
Una visita a Marius de Zayas (UV, 2009)
Carlo de Fornaro, Díaz, zar de México (Random House / INAH, 2010)
Los doblados de Tomóchic. Un episodio de historia y literatura (1994, 2010)
Febrero de caín y de metralla. La Decena Trágica. Una antología (Cal y Arena, 2013)
Santiago Felipe Puglia, El desengaño del hombre (FCE, 2014)
El diario de las cigarras (Cal y Arena, 2015)
Pierre Verger en México. Con los pies en la tierra (Televisa, 2016)
El virrey y el capellán. Revilla Gigedo, Alzate y el censo de 1790 (Cal y Arena, 2018)